# Google Cloud Print
Google Cloud Printとは、ネットワーククラウド上の端末にあるアプリケーション（ウェブ、デスクトップ、携帯端末）を使ってプリンターで印刷することができる、Googleのサービスである。Googleがプリンターを接続した全てのクライアント端末の印刷サブシステムを作成保守する必要もなければユーザーがクライアント端末にデバイスドライバをインストールする必要もない。
2020年12月31日をもってサポートを終了した。

## 機能

### 他のGoogle製品への搭載
Google Cloud PrintはGmailやGoogle Docsのモバイルバージョンの機能としてユーザーが携帯端末から印刷することができる。また、Google Chromeのバージョン16以降で印刷プレビューページのオプションに列挙されている。
クラウド印刷機能の無い「レガシー」「クラシック」と呼ばれるプリンターでもCloud Print Connectorが搭載されたGoogle Chromeバージョン9以降で使用することができる。

## 歴史
Googleは2010年4月にCloud PrintをChrome OSにおける印刷の未来のソリューションとして発表し、その後設計ドキュメントやソースコードの暫定版が公開、2011年1月25日にベータ版が公開された。
アプリケーションはウェブ型のコモンプリントダイアログ（ウェブUI）かAPIを通して印刷できる。その時サービスはジョブをプリンターに転送しサービスを登録する。クラウド対応プリンター（ウェブに直接接続されていて、コンピュータ側でセットアップする必要が無い）はGoogle Cloud Printに直接接続できる。クラウド非対応プリンタはクラウドサービスからの印刷要請に応える事ができないが、Google Chrome 9以降で搭載されているCloud Print Connectorを使えばGoogle Chromeを使ってインターネットアクセスできるMicrosoft Windows、Macintosh、Linuxに接続されているプリンターでCloud Printを使用することができる。
Google ChromeからGoogle Cloud Printを通した印刷はGoogle Chrome 16で可能である。
2011年12月14日現在、Google Cloud PrintはユーザーがGoogle Docsで共有されたプリンターを使うことができるようになっている。
2020年12月31日をもってサポートを終了した。